# Camp Oden

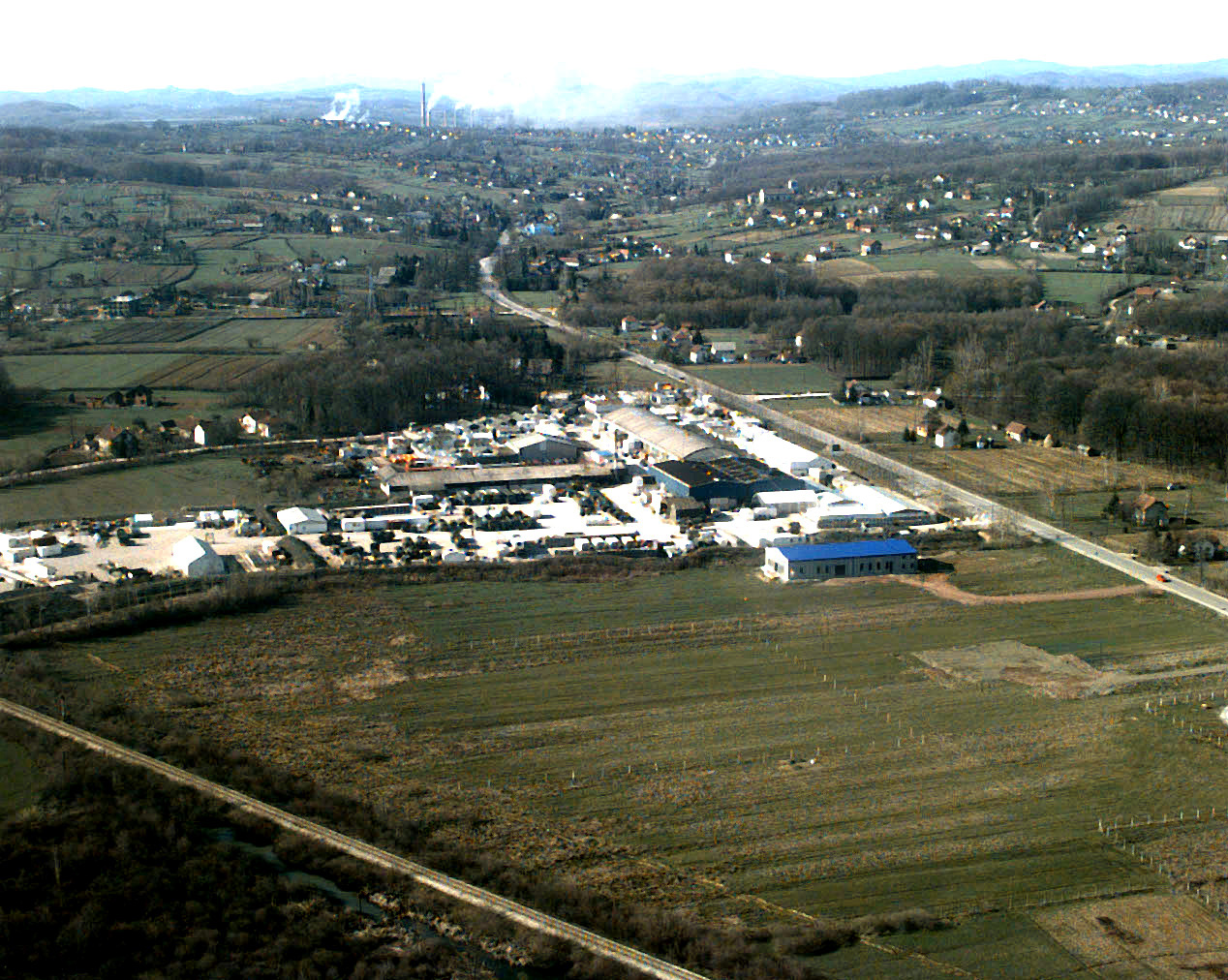
Flygbild på Camp Oden

Camp Oden var de svenska Bosnienbataljonernas längst bestående grupperingsplats i Živinice(Ljubače Morančani) strax utanför Tuzla. Från att inledningsvis under Nordbat 2 varit förläggningsplats för bataljonsledning och HQ-Logkompaniet till att i takt med att det svenska engagemanget trappades ner genom åren till att bli Bosnienbataljonernas samlade grupperingsplats. Den sista tiden var Camp Oden med förbandets bataljonsledning och pansarskyttekompanierna grupperade utanför både det svenska ansvarsområdet och även utanför ansvarsområdet för den brigad NORDPOL Brigade som bataljonen tillhörde. Detta medförde att pansarskyttekompanierna fick transportera sig från campen genom amerikanska brigadens område fram till det svenska ansvarsområdet. För ett av pansarskyttekompanierna med sitt ansvarsområde i den norra delen av det svenska bataljonsområdet, innebar det att de oftast grupperade på dess patrullbas Sierra Base.

## Mässar
Under huvuddelen av Camp Odens levnadstid fanns två mässar inne på området. "Oar House" var den större mässen som uppfördes under BA03 och intill låg mässen "Bomben" som innehöll oskadliggjorda exemplar av påträffade vapen, minor och andra ammunitionseffekter. "Bomben" användes tidvis även som utbildningslokal där uppsatta ammunitionseffekter tjänade som utbildnings-/förevisningsmateriel. Trosskompaniet drev en mindre mäss. Totalt under tiden som Camp Oden var aktiv fanns fler mässar, men efter hand som bataljonens styrka krymptes stängdes dessa.